# Петерсен, Роланд
Роланд Петерсен (англ. Roland Petersen; род. 1926, Эндлаве, Дания) — американский художник и гравёр датского происхождения. Представитель художественного сообщества Области залива Сан-Франциско. Наиболее известен серией картин с изображением пикников (ежегодных мероприятий Калифорнийского университета в Дейвисе), первая из которых появилась в 1960-х годах.

## Образование
Окончил Калифорнийский университет в Беркли в 1949 году со степенью магистра искусств, затем учился в Институте искусств Сан-Франциско, Калифорнийском колледже искусств и ремесел (1952—1954), студии Atelier 17 Стэнли Хейтера, студии Islington в Лондоне, Print Workshop Лондоне и Школе Ханса Хофмана. Преподавал живопись в Университете штата Вашингтон, гравюру в Калифорнийском университете в Беркли, а также рисование и гравюру в Калифорнийском университете в Дейвисе. Был удостоен стипендии Гуггенхайма и стипендии Фулбрайта.
После окончания университета Петерсен отправился на восток, где провёл год в учениках у Ханса Хофмана в Школе изящных искусств Провинстауна. Летом 1951 года, после пребывания в Европе, во время которого в течение шести месяцев учился в студии Atelier 17 у Стэнли Хейтера, вернулся в Провинстаун. Влияние Гофмана, в том числе его убежденность в том, что «каждое глубокое художественное выражение является продуктом осознанного чувства реальности», присутствуют в работах Петерсена с начала 1950-х годов. Именно учение Хоффмана открыло Петерсену, как включить «узнаваемые повседневные объекты в теорию оппозиции», согласно которой в искусстве должны объединяться противоположно направленные силы.

## Направление
Роланд Петерсен был частью фигуративной живописи Области залива, возникшей в середине XX века в Области залива Сан-Франциско. Направление, отказавшееся от преобладавшего в тот момент стиля абстрактного экспрессионизма, в течение 1950-х и 1960-х годов популяризировало возврат к фигуративизму. Петерсен оказался частью «промежуточного поколения» (второго из трёх в направлении) наряду с такими художниками как Натан Оливейра, Теофил Браун, Пол Уоннер, Джон Хультберг и Фрэнк Лобделл.
Творческая карьера Петерсена продолжается более 50 лет. В марте 2010 года в связи с этим в Музее искусств Монтерея была организована ретроспективная выставка Roland Petersen: 50 Years of Painting. В 2017 году в The Studio Shop Gallery в Берлингейме прошла персональная выставка Петерсена «Шесть десятилетий живописи», сопровождаемая книгой работ художника.

## Художественный стиль
Стиль гравюры Петерсена очень своеобразен и узнаваем. Он работает в технике цветной глубокой печати. Используя эту технику, Петерсен получает несколько различных текстур на одном изображении, а также несколько цветов. Его палитра яркая и резкая, многие отпечатки создают эффект негатива или инфракрасной фотографии. Художник использует узоры, чтобы превратить нетекстурированные области в более рельефные, поскольку узор уменьшает интенсивность цвета. Петерсен также использует дополнительные цвета для выделения форм. Он стремиться сделать формы более абстрактным и сводит их к геометрическим формам, однако оставляя узнаваемыми. В работах заметно некоторое влияние восточных ксилографий.

## Работы в коллекциях
Работы Рональда Петерсена находятся в Музее Манетти Шрема в Дейвисе (Калифорния), Музее и саде скульптур Хиршхорн в Вашингтоне, Музее изобразительных искусств Сан-Франциско, Художественном музее Беркли, Мемориальной галерее Ричарда Л. Нельсона, Калифорнийском университете в Дейвисе, Clorox Company в Окленде, банке Чейз-Манхэттен в Нью-Йорке, Центре искусств Дейвиса, Университетском художественном музее Калифорнийского университета в Беркли, Галерее изобразительных искусств Университета штата Калифорния, Виргинском музее изобразительных искусств в Ричмонде, Колледже изящных искусств Университета Огайо, Художественном музее Крокера в Сакраменто, Невадском университете, Фонде Ахенбаха, Иллинойсском Уэслианском университете, Музее Лонг-Бич, Городском колледже Сакраменто, Академии искусств Гонолулу, Галерее изобразительных искусств Сан-Диего, Musée Municipal в Бресте (Франция), Музее современного искусства в Сан-Диего, Оклендском музее Калифорнии, Филадельфийском музее искусств, Художественном музее Феникса, Музее современного искусства Сан-Франциско, Музее де Янга, Музее искусств Санта-Барбары, Музее современного искусства в Нью-Йорке, Национальной коллекции изобразительных искусств в Вашингтоне, Музее американского искусства Уитни в Нью-Йорке.